# Миномёт
Миномёт — артиллерийское орудие, отличающееся отсутствием противооткатных устройств и лафета — их заменяет опорная плита, через которую импульс отдачи передаётся грунту или (у самоходных миномётов) самоходному шасси.
Кроме того, в СССР с середины 1920-х до середины 1930-х годов к классу миномётов относили и мортиры, предназначенные для стрельбы надкалиберными боеприпасами (артиллерийскими бомбами; такие системы известны также как полевые бомбомёты или стержневые миномёты — впрочем, сейчас и термин «полевые бомбомёты» и термин «бомба» применительно к артиллерийским снарядам используются лишь историками). В СССР и современной России к миномётам относят также любое артиллерийское орудие, предназначенное для стрельбы калиберными и подкалиберными боеприпасами каплевидной и сигарообразной формы — артиллерийскими минами. В большинстве государств мира миномёты не выделяются в отдельную категорию артиллерийских орудий, а относятся к классу мортир. В то же время известны и «третьи случаи»: например, в вермахте и Национальной народной армии миномёты классифицировались как разновидность гранатомётов (в вермахте — наряду с полевыми бомбомётами), а в Национально-Революционной Армии Китайской Республики и миномёты и полевые бомбомёты равно именовались «бомбомётами».

## Предыстория: мортира как предшественница миномёта
Мортира — артиллерийское орудие с коротким стволом (обычно менее 15 калибров; но встречались и значительно более длинноствольные мортиры — вплоть до образцов со стволом длиной в 30 калибров и более) для навесной стрельбы, применялась с начала XIV до середины XX века. Производившиеся в России в 1888—1900 гг. 6-дюймовые (152,4-мм) полевые мортиры А. Круппа принимали, несмотря на небольшую их дальнобойность (до 3700 метров) и относительно малое могущество действия снаряда, активное участие в Русско-японской войне 1904—1905 гг. (по штату полагалось по одной шестиорудийной отдельной пешей батарее таких мортир на каждую пехотную/стрелковую дивизию, но всего данных орудий было выпущено лишь около сотни). Помимо малой дальности, 6-дюймовые полевые мортиры плохо удовлетворяли требованиям тактической манёвренности (ввиду большого — как для артиллерийской системы данных тактико-технических характеристик и типовых боевых задач — веса, достигавшего 2100 килограммов в походном положении). Кроме того, они имели и относительно малый — скорее «гаубичный», а не «мортирный» — максимальный угол возвышения (не более чем всего 47 град.). Тем не менее, по мнению участника той войны, а впоследствии — крупного российского и советского военного теоретика и публициста А. А. Свечина — действовали крупповские полевые мортиры в войну 1904—1905 гг. «с отличием». В современных армиях функции мортиры выполняют гаубица, миномёт, а в последнее время — также и гаубица-миномёт.

## Изобретение миномёта
Изобретателем миномёта является русский офицер и инженер Л. Н. Гобято, но есть и ряд альтернативных точек зрения. Например, известный специалист по истории русской и советской артиллерии А. Б. Широкорад полагает, что приоритет изобретения миномёта принадлежит капитану крепостной артиллерии Романову, в 1884 году создавшему фугасную мину с электродистанционным подрывом для стрельбы из мортир 2-пудового (245,1-мм) калибра образца 1838 года, принятую на вооружение в декабре 1890 года. Приоритет Гобято ставился под сомнение и в советское время, причём на официальном уровне. Так, Большая Советская Энциклопедия 2-го издания (соответствующий её том был издан в 1954 году) утверждала, что изобретателем миномёта является другой «порт-артурец» — мичман (впоследствии — капитан 1-го ранга) С. Н. Власьев. В дореволюционной российской и советской военно-исторической литературе и публицистике назывались также и другие кандидаты на роль автора концепции и конструкции миномёта. Встречаются и утверждения о несостоятельности российского приоритета в изобретении миномётов как такового, поскольку изделия перечисленных изобретателей по современным техническим взглядам миномётами не являются. Однако германский миномёт Рейнского механического и машиностроительного завода Генриха Эрхардта, созданный в 1909 году (именно его, особенно за рубежами России, часто рассматривают, как первый «настоящий» миномёт), «вполне классическим» образцом данного оружия тоже считаться не может. Таким образом, видимо правильно будет считать изобретение миномёта не «единовременным актом инженерного гения», а процессом, в котором на протяжении длительного времени (около 35 лет — от начала работ капитана Романова в 1882 году до появления британского миномёта системы капитана Стокса в 1915 году) принимали участие многие изобретатели-конструкторы самых разных стран.
Как бы там ни было, во время обороны Порт-Артура 1904—1905 гг., боевые действия быстро перешли в позиционную, «траншейную» фазу, вызвавшую у обеих сторон острую потребность в достаточно мощном для разрушения полевых укреплений и хотя бы относительно лёгком артиллерийском вооружении с крутой навесной траекторией стрельбы. Японцы до начала 1920-х гг., когда ими была принята на вооружение 72-мм пехотная батальонная мортира, эту задачу так и не решили. Капитан же Русской армии Л. Н. Гобято (впоследствии — генерал-майор, посмертно произведён в генерал-лейтенанты) изобрёл «минную мортиру», в официальных советской послевоенной и современной российской историографии считающуюся первым миномётом, — орудие, стрелявшее стержневым оперённым надкалиберным снарядом по навесной траектории. Таким образом, «орудие Гобято» по современным историко-техническим представлениям и представлениям, существовавшим в вооружённых силах целого ряда государств (в том числе и в Артиллерийском Управлении РККА по состоянию по крайней мере на 1923 год) во время мировых войн и между ними, строго говоря, было отнюдь не миномётом, а вполне классическим полевым бомбомётом — хоть и созданным на основе малокалиберной, 18½-линейной (47-мм) морской пушки. Снарядами к нему были созданные по образцу флотских шестовые мины, что и дало новому оружию его название. Иногда можно встретить утверждение, что «мортира Гобято» использовала в качестве боеприпаса непосредственно флотскую шестовую мину, но это заблуждение: к 1904 году шестовые мины уже много лет не использовались Российским императорским флотом. Кроме того, «мина Гобято» имела существенно иную конструкцию боевой части. Но порт-артурский опыт, несмотря на его полную успешность и официальную «распубликованность» практически сразу после войны, ещё в 1906 году, был первоначально фактически проигнорирован как в самой России, так и в других государствах, кроме Германии. В последней же вскоре, причём в глубокой тайне (в отличие от работ над «обычным» артиллерийским вооружением, большей частью активно предлагавшемся для поставки и лицензионного производства даже странам — потенциальным противникам Германской Империи), приступили к разработке миномётов различных классов и систем. В результате, Германская имперская армия в 1914 году оказалась единственной армией мира, имевшей на вооружении миномёты, точнее, мортиры-миномёты.

## Особенности терминологии
В советской и современной российской военной терминологии применяемый для стрельбы из миномёта боеприпас правильно называется артиллерийская мина независимо от типа ствола миномёта (гладкий или с нарезами).
Вместе с тем в неавторитетных источниках широко распространён ошибочный термин миномётная мина, которым обозначается оперённый боеприпас к гладкоствольным миномётам. Термин «миномётная мина» не используется в военно-учебных заведениях, в боевых уставах, наставлениях и инструкциях по артиллерийскому делу и в военном делопроизводстве.
Термином «артиллерийская мина» в СССР и Российской Федерации обозначаются также боеприпасы для стрельбы из гладкоствольных безоткатных орудий.
Более объёмным термином «миномётный выстрел» обозначается снаряжённая артиллерийская мина (непосредственно боеприпас + метательный заряд/заряды для производства выстрела), предназначенная для стрельбы из миномётов — также независимо от типа ствола миномёта (гладкий или с нарезами) и гаубиц-миномётов (хотя основными боеприпасами для последних являются всё же артиллерийские выстрелы со снарядами специальной — с готовыми нарезами на корпусе — конструкции).

## Конструкция
Классический миномёт (у самоходных миномётов собственно миномёт называется артиллерийской частью самоходной огневой установки) состоит из ствола, устройства для придания стволу нужного угла возвышения (например, двуноги) и опорной плиты, передающей импульс отдачи грунту или шасси.
Именно наличием опорной плиты миномёт отличается от классической мортиры в русскоязычной, немецкоязычной и венгероязычной терминологии. Собственно, сам термин «миномёт» — это дословно переведённое на русский нем. Minenwerfer. Слово появилось в русском языке с конца 1914 года: впервые термин «миномёт» был применён в России — и, строго говоря, некорректно — к 8-линейному (20,3-мм) полевому бомбомёту системы капитана (впоследствии — полковника, в РККА — дивизионного инженера) В. И. Рдултовского (См. Миномёт Рдултовского). Причём первоначально (с момента знакомства с новым оружием противника в ноябре 1914 года) германские мортиры-миномёты именовались «окопными мортирами» (этот термин также использовался в России и позже, наряду с терминами «миномёт» и «бомбомёт»; вообще, в Русской Армии и Военном министерстве Российской Империи так официально и не определились в различиях между миномётом, бомбомётом, окопной и «классической» мортирами: тот же миномёт Рдултовского в разных служебных документах своего времени называется «миномётом», «бомбомётом», «мортирой» и даже «мортиркой») — хотя последний термин тогда обычно применялся только к ружейным (винтовочным) гранатомётам).
Опорная плита миномёта обычно соединена с его стволом шарниром. Ствол снабжён устройством для инициирования выстрела (например, иглой, накалывающей капсюль). Заряжание миномётов калибром до 130 мм включительно обычно производится с дула. Миномёты более крупного калибра обычно заряжаются с казны. Например, заряжание 160-мм миномёта образца 1943 года (внутренний индекс разработчика — НИИ Наркомата вооружения — и Тульского машиностроительного завода (завод № 535) этого Наркомата, где данный миномёт производился и совершенствовался — МТ-13; индекс усовершенствованной модификации 1945 года, оставшейся опытной — МТ-13Д) производилось с казённой части, для чего ствол приводился в горизонтальное положение. Но у советских 165,1-мм полковых химических миномётов ПМ-1 (он же "газомёт «В»), ПМ-2 и ПМ-3, выпущенных опытными сериями в 1930—1936 гг., мина заряжалась с дула (хотя заряд подавался с казны). Впрочем, первым «классическим» миномётом с комбинированным заряжанием был, по-видимому, французский 240-мм длинноствольный миномёт, поставлявшийся в Россию в 1917 году (поставлено 12 шт. из заказа в 120 ед.).
Если импульс отдачи передаётся на плиту не напрямую, а косвенно (через лафет) и/или частично поглощается также и противооткатными устройствами, то такое орудие называется мортира-миномёт.
Миномётные выстрелы (собственно артиллерийская мина + пороховой заряд/заряды) — чаще всего унитарные (иногда — как у советского опытного 60-мм ротного миномёта 60-РМ образца 1936 года — с переменным зарядом) или унитарно-картузные (в картузах — последовательно или по бокам, между перьями/стабилизаторами мины — размещаются дополнительные заряды), чаще всего работающие по двухкамерной схеме — в хвостовике мины крепится метательный заряд, срабатывающий при выстреле, причём пороховые газы истекают (через специальные отверстия в хвостовике) в основном не прямо назад, а в стороны от хвостовика, в свободное пространство между стабилизаторами мины. В итоге — давление в канале ствола нарастает гораздо более плавно, чем у обычного артиллерийского орудия, а отдача существенно уменьшается. Но известны (и были на вооружении) и миномёты с раздельно-гильзовым заряжанием — пороховой заряд у них размещался в гильзе, заряжаемой отдельно от мины (иногда даже с разных концов ствола: гильза с зарядом — с его казённой части, а мина — с дульной).

## Преимущества и недостатки миномётов сравнительно с гаубицами/гаубицами-пушками
Миномёты имеют следующие преимущества перед гаубицами:
- Как правило, много больший, чем у классической (не только гаубичной) ствольной артиллерии коэффициент могущества действия боеприпасов (мин) относительно массы самого оружия.
- Очень высокую (для полевых артиллерийских систем соответствующих калибров) скорострельность и вследствие таковой — большую огневую производительность. Причинами является простота и удобство ручного заряжания и производства миномётного выстрела, а также малое сбивание наводки прицела из-за безоткатного характера стрельбы миномёта. Обычный темп стрельбы с постоянным прицелом миномёта с ручным заряжанием — до 20-25 выстрелов в минуту (для гладкоствольных малокалиберных и некоторых среднекалиберных миномётов — до 30 — а иногда и более — выстрелов в минуту)[24], в то время как гаубицы (даже с автоматом заряжания) ведут огонь со скорострельностью не более 12 выстрелов в минуту;
- Малые (для своего калибра) массу (от нескольких килограммов) и габариты большинства миномётов, что даёт высокую подвижность на поле боя, упрощает маскировку огневых подразделений, а также позволяет эффективно оснащать миномётами пехоту, десантируемую с воздушных, морских и прочих десантно-транспортных средств;
- Возможность стрельбы не только с обычной закрытой огневой позиции, но и из окопа — что дополнительно усложняет обнаружение и поражение миномётного подразделения при контрбатарейной борьбе;
- Большая крутизна траектории полёта мин. Углы возвышения ствола миномётов от 45 до 87 градусов позволяют уничтожать располагающихся на закрытых (в том числе в лесу) позициях цели, не поражаемые ружейно-пулемётным, гранатомётным, настильным артиллерийским (пушечным) и даже гаубичным огнём, включая возможность непосредственного поражения целей в окопах, на обратных скатах высот, а также за постройками)[25];
- Очень высокая техническая надёжность ввиду отсутствия затворных механизмов (у большинства миномётов). Кроме того, простота устройства и боевого применения обеспечивает (у неразборных, а также большинства собранных разборных и самоходных миномётов) практически постоянную готовность к открытию огня без особой для того подготовки;
- Технологическая простота и, как следствие, многократно меньшие стоимость и ресурсоёмкость изготовления (для сопоставимого калибра) обычных (несамоходных и неавтоматических) миномётов (например, для изготовления одного 82-мм батальонного миномёта образца 1937 года требовалось 182 станко-часа, в то время как для изготовления 76,2-мм дивизионной пушки образца 1936 года (Ф-22) — 1202 станко-часа, то есть почти в семь раз больше[26]). Для изготовления же 82-мм упрощённого миномёта образца 1941 года и вовсе требовалось ещё более чем в два раза меньше станочного времени — всего 86 станко-часов[27].

Недостатки миномётов сравнительно с гаубицами:
- Подавляющее большинство находящихся в настоящее время (2016 год) на вооружении миномётов мира имеют калибры от 51,2 до 120 (фактически — 119,4) мм (есть всего менее десятка исключений), так как это позволяет применять достаточно эффективные для поражения открытых незащищённых целей и разрушения лёгких укрытий мины весом до приблизительно 16 кг. Сколько-нибудь существенно больший вес мин (например более 40 кг для 160-мм миномётов) не позволяет обеспечивать высокий темп стрельбы ручным заряжанием и устойчивую доставку боеприпасов в условиях воздействия огня пехотного оружия противника;Активно-реактивный снаряд (польского производства) в разрезе.
- Сравнительно низкая дальность огня большинства миномётов из-за ограничений по мощности порохового заряда миномётного выстрела и его калибру (частично этот недостаток компенсируется введением в боекомплект миномётов калибра 120 мм и выше активно-реактивных мин);
- Невозможность стрельбы прямой наводкой по подвижной бронетехнике с использованием кумулятивных и/или бронебойно-фугасных боеприпасов;
- Необходимость иметь систему (подробную таблицу) расчёта углов для стрельбы, либо делать упор на усиленную подготовку первых номеров миномётных расчётов (наводчиков), что достигается только в результате многолетней практики. Проблема, однако, значительно упростилась с появление артиллерийских калькуляторов и окончательно решилась (в странах, где таковое внедрено) после введения компьютеризованных СУО для миномётов (например СУО «Морзен», использующейся в Британской Армии, Территориальной Армии, а также Королевской морской пехоте Великобритании и являющейся первой такой системой в мире[28]);
- Низкая скорость полёта мины позволяет легко определять позиции стреляющих миномётов даже простейшим портативным радаром артиллерийской разведки (например как «Аистёнок»), в то время как более скоростные снаряды гаубиц требуют для их засечки существенно более дорогих, массивных и мощных РЛС класса «Зоопарк» и аналогичных ей.

Указанные плюсы и минусы сформулированы для классической конструкции миномётов мира (несамоходных, с ручным унитарным/унитарно-картузным заряжанием с дула). Однако миномёты с автоматическим или механизированным заряжанием достигают как очень высокой скорострельности (до 170 выстр./мин. у буксируемого автоматического миномёта 2Б9 «Василёк»), так и весьма большого калибра (240 мм) и веса мин (до почти 230 кг) у самоходного миномёта 2С4 «Тюльпан».

## Место миномётов в войсках, организация миномётных подразделений, частей и соединений; тактическая классификация миномётов
Миномёты по тактико-технической классификации в зависимости от характеристик (прежде всего калибра и веса), а также принятых в рамках данной военной организации взглядов на организационно-штатную структуру войсковых формирований, относятся к оружию пехоты или артиллерии, хотя организационно входят (или входили) в состав почти всех боевых родов наземных, амфибийных и аэромобильных войск — от танковых (в том числе не только как средство огневой поддержки танкового батальона, но и в качестве вспомогательного вооружения собственно танков) до крепостных, химических и даже кавалерии.
В организационном отношении миномёты и миномётные формирования делятся на отделённые, взводные, ротные, батальонные, полковые, бригадные, дивизионные, корпусные, армейские, фронтовые (в мирное время последние являются окружными) и артиллерии резерва главного командования. Низшей известной тактической единицей для миномётов является миномётчик с лёгким миномётом калибра 37-60 мм или Миномётный расчёт (формирование, которое непосредственно обслуживает миномёт) в составе пехотного/стрелкового отделения или равного ему формирования специального назначения, высшей — отдельная миномётная бригада трёхполкового состава, имевшая в полках по четыре огневых дивизиона (всего по временному штату — поскольку четвёртые огневые дивизионы полков были нештатными — 144 ед. 120-мм миномётов). Таким образом, фактически этот тип соединения Артиллерии РККА представлял собой полноценную артиллерийскую (миномётную) дивизию.
На момент распада Союза ССР высшим «чисто миномётным» формированием в Вооружённых силах СССР являлись также бригады — но уже отдельные артиллерийские большой мощности, в составе четырёх огневых дивизионов самоходных миномётов 2С4 «Тюльпан» (всего — 48 миномётных стволов) каждая. Наименьшим — миномётная батарея или рота (2-3 огневых взвода по 3-4 отделения) в составе батальона (6, 8 или 9 миномётов в зависимости от вооружения и организации подразделения).
В Вооружённых Силах Российской Федерации и иностранных армиях в настоящее время высшей тактической единицей миномётных формирований является дивизион (артиллерийский батальон). При этом в армиях НАТО миномётные формирования крупнее взвода отсутствуют (но мортирный взвод штабных рот или рот огневой поддержки батальонов этих армий, насчитывающий обычно 6 миномётов, соответствует по численности и огневой мощи российской миномётной батарее или роте).
Организационное подразделение миномётов обычно не является «жёстким». Так, например, советский 50-мм взводный миномёт образца 1941 года сначала был (как следует из его названия) взводным, затем стал лёгким полковым и лёгким бригадным, затем — ротным (нештатно) и в настоящее время используется в Кении (куда партия в 50 шт. этих миномётов в 2012 году была поставлена Украиной — из перешедших под её юрисдикцию с 24 августа 1991 года части запасов вооружения и военной техники СССР) как батальонный. 82- и 120-мм же советские миномёты имеют ещё более богатую «организационно-штатную биографию».
Тактически миномёты делятся на предназначенные для непосредственной поддержки (сопровождения) — к таковым относятся миномёты до батальонных включительно, общей поддержки (полковые, дивизионные и корпусные), количественного и качественного усиления (армейские, фронтовые и артиллерии резерва главного командования), предназначенные для тактического химического нападения и предназначенные для тактического ядерного нападения (для двух последних целей миномёты в настоящее время не используются в связи с международными ограничениями). При этом (как и в случае организационного подразделения миномётов) эти задачи на практике часто «пересекаются»: например, самоходный миномёт 2С4 Тюльпан в Советской Армии был миномётом качественного усиления окружного/фронтового подчинения и одновременно — средством тактических химического и ядерного нападения.
Во время Второй мировой войны на вооружении японских войск был 70-мм зенитный миномёт, созданный как оружие пехоты против низколетящих самолетов, но применявшийся также и против наземных целей.

## Тактика
Координаты обнаруженных постоянных неподвижных целей (фортификации, населённые пункты, танкоопасные направления) определяются заранее, а для целей вновь появившихся или мобильных указываются относительно командно-наблюдательного пункта (КНП) в полярной системе координат.
На Рис. 1 приведена схематизированная топографическая карта местности, иллюстрирующая такую ситуацию: цель Ц (миномётная батарея противника) загорожена от прямого наблюдения с огневой позиции склоном высоты 150,4 и хвойным лесом, поэтому наблюдение ведётся с КНП на равнинном участке, откуда хорошо видна цель. С помощью буссоли и дальномера определяются дальность D1 = 1500 м и дирекционный угол α ≈ 56-56.
По телефону, радио или сигнальными флажками эта информация передаётся вычислительному отделению, если оно не находится непосредственно на КНП. Артиллерист-вычислитель, зная координаты цели, КНП и огневой позиции рассчитывает дальность D2 и доворот от основного направления стрельбы β для своих орудий (для примера на Рис. 1 D2 = 2700 м, β ≈ 3-40); из таблиц стрельбы учитывает поправки на метеоусловия, износ стволов, температуру боеприпасов и в итоге получает установки прицела и взрывателей. Выходные данные сообщаются наводчикам и заряжающим орудий для ведения огня. Эта задача может решаться с использованием ЭВМ, микрокалькуляторов, прибора управления огнём или аналитически.
Если первым залпом цель не поражена, то дальномерщик и наблюдатель на КНП сообщают, насколько разрывы отклонились по фронту, глубине и, если нужно, по высоте. Например, недолёт 200, вправо 50 (Рис. 2). Эта информация сообщается вычислительному отделению и оно, используя прибор расчёта корректур или ЭВМ, сообщает скорректированные установки расчётам орудий. В случае промаха производится повторная корректировка; при попадании начинается стрельба на поражение.
- Рис. 1
- Рис. 2

## История использования

### Первая мировая война
В Первую мировую войну 1914—1918 гг. в Русской Армии наибольшее распространение имели 36-линейные (91,4-мм) «бомбомёты» типа Г. Р. («Германо-Русский»), представлявшие собой слегка модифицированный генерал-майором М. Ф. Розенбергом 9-см германский «лёгкий миномёт» (по современной русскоязычной историко-технической терминологии — «мортира-миномёт»; но с учётом того, что максимальные углы возвышения и Г. Р. и его прототипа равнялись всего 60 град. — речь должна идти скорее о «гаубице-миномёте»). В 1915—1917 гг. в России было изготовлено 12519 миномётов (точнее, см. выше, — «гаубиц-миномётов») типа Г. Р.. На втором месте по распространённости в русской армии были 65-152,4 мм кустарные миномёты (нередко называемые бомбомётами), изготовляемые из гильз и шрапнельных стаканов русских, германских и австро-венгерских снарядов пушек и гаубиц, число коих к 1916 году (когда кустарное изготовление миномётов и бомбомётов в войсковых частях было запрещено приказом Ставки Верховного Главнокомандующего Русской Армией) достигало приблизительно 10 тысяч единиц. Что же касается широко известного 23-линейного (58,4-мм) «миномёта» Ф. Р. («Франко-Русский»), выпущенного в России на Петроградском орудийном, Невском и Ижорском заводах в общем количестве (по разным данным) 3421 или 3418 шт. и разработанного капитаном Е. А. Лихониным на базе французского «миномёта» системы «Дюмезиль № 2» (заказано во Франции 460 шт., поставлено в Россию в 1917 году 50 шт.; интересно, что русская модификация «миномёта» системы Дюмезиля появилась ещё в 1915 году — на два года раньше поставки в страну образцов собственно оригинала), то он на самом деле являлся классическим полевым бомбомётом, стрелявшим одним из трёх видов надкалиберных боеприпасов (калибры — 175, 180 и 200 мм; веса — 23,4; 28 и 36 кг соответственно). Также в ограниченном количестве Россией в 1916—1917 гг. были закуплены для ТАОН («имперская» предшественница советской артиллерии резерва главного командования) тяжёлые 240-мм миномёты — британские 9,45-дюймовые (240-мм) короткоствольные системы Батиньоля (поставлено 30 штук из заказа в 50 миномётов) и французские 240-мм длинноствольные миномёты (из заказанной партии в 120 миномётов были получены 12 штук). Всего, таким образом, в Россию для ТАОН было поставлено 42 шт. 240-мм миномётов — плюс неустановленное количество британских 9,45-дюймовых длинноствольных миномётов из заказа в 30 штук (все последние в 1917 году), широко применявшиеся Британской Империей, Францией и другими западными странами Антанты.

### Накануне и во время Второй мировой войны
В середине и второй половине 1930-х гг. в СССР под руководством конструктора Б. И. Шавырина были разработаны и приняты на вооружение 50-, 82-, 107- и 120-мм (фактический калибр последнего — 119,4 мм) миномёты, превосходившие по боевым свойствам иностранные 45-51,2-, 81,2-, 105- и 106,7-мм миномёты. Благодаря некоторой разнице в калибрах отдельных систем (отечественные калибры 82- и 107-мм чуть больше, чем у иностранных образцов соответствующих классов), советские военнослужащие могли использовать и трофейные боеприпасы — в то время как противник был лишён такой возможности применительно к нашим миномётам указанных калибров. Имевший широкое хождение в советской историографии тезис об «уникальности» отечественных 120-мм миномётов на момент их создания не вполне соответствует действительности: ещё не позднее 1932 года 120-мм миномёты поступили на вооружение бельгийской армии (первоначально в форты Льежского укреплённого района). При этом известным курьёзом является то, что бельгийский 120-мм миномёт того времени является единственным в истории развития миномётного вооружения пороховым калиберным миномётом, действительно имевшим указанный калибр — все остальные «120-мм» миномёты мира этой категории имеют фактический калибр 119,4 мм.
После «Зимней войны» с Финляндией в СССР было принято решение ускорить создание тяжёлых миномётов калибров 160 мм (дивизионных) и 240 мм (корпусных): задания на них ГАУ выдало промышленности ещё в начале 1938 года, однако до речи И. В. Сталина 17 апреля 1940 года соответствующие работы шли весьма вяло. Кроме того, значительно активизировалось начатое ещё с 1925 года проектирование миномётов большой и особой мощности калибров от 240 до 450 мм включительно. Впрочем, первый проект 240-мм миномёта (ТМ) — наряду с проектом миномёта 400 Р.О. калибра 400 мм — были переданы Артиллерийскому Управлению РККА (и одобрены им — но, по неясным причинам, практически реализованы не были) группой «Д» ГДЛ Артиллерийского НИИ ещё в 1933 году. Намётки же проекта 254-мм миномёта впервые появились в СССР ещё (как уже упоминалось) в 1925 году — однако тогда предложенное семейство миномётов (76,2-, 152,4- и 254-мм) не вошло в Систему артиллерийского вооружения РККА на 1929—1933 гг. и работы тоже были прекращены.
Первые практические результаты указаний Сталина проявились очень быстро — уже в ноябре 1940 года были начаты полигонные испытания первого советского 160-мм миномёта 7-17. Сложнее обстояло дело с 240-мм миномётом. В 1942—1943 гг. разными конструкторскими бюро были разработаны ряд проектов такой системы (ЗИС-27, ОБ-29, С-16), а с 1944 года начались войсковые испытания созданного уже по новым (января 1944 года) требованиям ГАУ 240-мм миномёта конструкции руководимого Б. И. Шавыриным Специального конструкторского бюро гладкоствольной артиллерии. Эта система и была (после длительных доработок) принята на вооружение в 1950 году, как 240-мм миномёт М-240.
Во Второй мировой войне 1939—1945 годов миномёты получили широкое распространение во всех воевавших армиях. Во время Великой Отечественной войны советского народа 1941—1945 годов и Войны с милитаристской Японией 1945 годов миномёты применялись в массовых масштабах во всех операциях Действующей Армии, а также операциях по обороне военно-морских баз и десантных операциях Рабоче-Крестьянского ВМФ Союза ССР. Советская оборонная промышленность в июле 1941 — апреле 1945 годов выпустила приблизительно 351 800 миномётов. В РККА, морскую пехоту и морские стрелковые соединения и части Рабоче-Крестьянского ВМФ Союза ССР, оперативные формирования Внутренних войск НКВД Союза ССР и НКВД союзных республик, народному ополчению, партизанским соединениям и отрядам, а также вооружённым силам дружественных (а иногда — и недружественных — как формирования Армии Крайовой, участвовавшие в Варшавском восстании: ВВС 1-го Белорусского фронта восставшим было сброшено на парашютах, в числе прочего оружия, также и 156 миномётов) СССР государств и национальных военно-политических организаций с 1 июля 1941 года по 30 апреля 1945 года было поставлено 350 846 миномётов. Для сравнения — в Германии за 1941—1944 хозяйственные годы (15 марта 1941 года — 14 марта 1945 года) было выпущено (с учётом производства на оккупированных нацистской Германией территориях) всего около 68 000 миномётов (включая и полевые бомбомёты).
По материалам архива Военно-исторического музея артиллерии, инженерных войск и войск связи — наибольшие потери на советско-германском фронте Вермахт понёс именно от миномётного огня советских войск. Они составили приблизительно 1/3 от общего числа убитых и раненых военнослужащих противника — около 3 млн человек.

#### Советские и германские миномёты и полевые бомбомёты, применявшиеся в 1941—1945 гг.
- V, м/с — начальная скорость мины
- P, кг — вес миномёта в боевом положении
- S, выстр./мин. — скорострельность
- L, м — дальность стрельбы[61]
- Индекс; Калибр — мм; V — м/с; P — кг (в боевом положении); S — выстр./мин.; L — м; Вес мины — кг

##### Красная Армия, 1941 год
- 37-мм миномёт-лопата (обр. 1939 г.) / 37 мм / 65—70 м/с / 1,5 кг / 30 выстр./мин. / 60[62]—250 м / 0,5 кг (осколочная мина)[63][64]
- 50-мм ротный миномёт обр. 1938 г. / 50 мм / 65—95 м/с / 13 кг / 32 выстр./мин. / 200—800 м / 0,85 кг (осколочная мина типа О-822)[65]
- 50-мм ротный миномёт обр. 1940 г. / 50 мм / 32—95 м/с / 10 кг / 32 выстр./мин. / 60—800 м / 0,85 кг (осколочная мина О-822)[65]
- 50-мм взводный[66] миномёт обр. 1941 г. / 50 мм / 32—95 м/с / 10 кг / 30 выстр./мин. / 60—800 м / 0,85 кг (осколочная мина О-822)[67]
- 82-мм батальонный миномёт обр. 1936 г. / 82 мм / 70—211 м/с / 67,7 кг / 30 выстр./мин. / 85—3000 м / 3,1—3,31 кг (осколочная мина) или 7—7,5 кг (фугасная мина)[68]
- 82-мм батальонный миномёт обр. 1937 г. (для миномётов выпуска 1944 г.) / 82 мм / 70—211 м/с / 56 кг / 25 выстр./мин. / 85—3040 м / 3,1—3,31 кг (осколочная мина) или 7—7,5 кг (фугасная мина)[69]
- 82-мм упрощённый миномёт обр. 1941 г. / 82 мм / 70—211 м/с / 52 кг / 25 выстр./мин. / 85—3040 м / 3,1—3,31 кг (осколочная мина) или 7—7,5 кг (фугасная мина)[69]
- 107-мм горно-вьючный полковой миномёт обр. 1938 г. / 107 мм / 325 м/с / 170 кг / 16 выстр./мин. / 6100 м / 9 кг (осколочно-фугасная мина)[70][71]
- 120-мм полковой миномёт обр. 1938 г. /120 мм /119—272 м/с /275 кг /15 выстр./мин. /500-5700 м /16,2 кг (фугасная мина)[72]
- 120-мм упрощённый миномёт обр. 1941 г. /120 мм /272 м/с /273 кг /15 выстр./мин. /6000 м /16,2 кг (фугасная мина)[73][74]

##### Вермахт, 1941 год
- 5-см лёгкий миномёт обр. 1936 г. (le.G.W.36) / 50 мм / 75 м/с / 14 кг / 20 выстр./мин. / 520 м / 0,9 кг (осколочная мина)[75]
- 5-см лёгкий автоматический бункерный миномёт М-19 обр. ?? г. / 50 мм / 75 м/с / ?? / 60 выстр./мин. / 520 м / 0,9 кг (осколочная мина)[76][77]
- 8-см тяжёлый миномёт обр. 1934 г. (s.G.W.34) / 81,2 мм / 75—174 м/с / 57 кг / 25 / 60—2400 м / 3,5 кг (осколочная мина)[78]
- Лёгкий бомбомёт обр. 1940 г. / 88,9/200 мм / ?? / 93 кг / 8—10 выстр./мин. / 700 м / 21,27 кг (фугасная бомба)[79]
- 10-см химический миномёт (официально — «туманомёт» — миномёт задымления) обр. 1935 г. (10 cm Nebelwerfer 35) / 105 мм / 105—195 м/с / 102,6 кг / 10—15 выстр./мин. / 3025 м / 7,35 кг (фугасная мина)[80]
- 10-см химический миномёт (официально — «туманомёт») обр. 1940 г. (10 cm Nebelwerfer 40) / 105 мм / ?? / ?? /?? / ?? / ??
- Горный миномёт обр. 1935 г. (создан в Чехословакии, после 15 марта 1939 года производство продолжено для нужд Вермахта) /105 мм /?? /?? /?? /?? /?? (по тактико-техническим характеристикам примерно соответствовал 10 cm Nebelwerfer 35)[81]
- Тяжёлый бомбомёт обр. ?? г. /??/381 мм /?? /?? /?? /?? /150 кг (фугасная бомба)[79]

##### Вермахт, 1942 год
- Укороченный 8-см миномёт обр. 1942 г. (фактически — 1941 г.) (Kz 8 cm GrW.42) /81,2 мм /?? /26,5 кг /15-25 выстр./мин. /1100 м /3,5 кг (осколочная мина)
- Тяжёлый миномёт обр. 1942 г. (sGrW.42) /120 мм /283 м/с /285 кг /8-10 выстр./мин. /6050 м /15,8 кг (осколочно-фугасная мина)[82]

##### Красная Армия, 1943 год
- 82-мм батальонный миномёт обр. 1943 г. /82 мм /70—211 м/с /58 кг /25 выстр./мин. /85—3040 м /3,1—3,31 кг (осколочная мина)[69]
- 120-мм миномёт обр. 1943 г. /120 мм /119—272 м/с /275 кг /15 выстр./мин. /500—5700 м /16,2 кг (фугасная мина)[83]
- 160-мм миномёт образца 1943 года /160 мм /245 м/с /1170 кг /3 выстр./мин. /5100 м /40,9 кг (фугасная мина)[84][85]

##### Вермахт, 1943 год
- Nahkampfgerat («Устройство ближнего боя»)[86] /26,7 мм /?? /?? /?? /?? /??[29]

### Миномёты СССР и Российской Федерации: послевоенный период и современность
Окончание Второй мировой войны мало сказалось на интенсивности работ над миномётным вооружением в СССР. Уже в первое послевоенное десятилетие на вооружение Советской Армии поступили усовершенствованные тяжёлые 107-мм (М-107), 120-мм (М-120) и 160-мм (М-160) миномёты, а также новые 82-мм казематный (КАМ) и 240-мм полевой (М-240) миномёты. Кроме того, в 1955—1957 гг. был создан и выпущен опытной серией (четыре экземпляра), проходившей войсковые испытания, самый мощный в мире 420-мм самоходный миномёт 2Б1 «Ока» (не следует путать эту систему с оперативно-тактическим ракетным комплексом 9К714 (официальное международное обозначение — ОТР-23) «Ока») для стрельбы тактическими ядерными (по терминологии тех лет — атомными) боеприпасами (в боекомплекте были предусмотрены также и фугасные мины, снаряжённые обычным взрывчатым веществом), работы над которым, однако, были прекращены в 1960 году. По калибру 2Б1 уступал только австро-венгерскому опытному 500-мм миномёту времён конца Первой Мировой войны (который и является самым крупнокалиберным миномётом в истории).
С конца 1960-х годов начался новый этап в развитии миномётного вооружения Советской Армии. Начиная с 1970 года были приняты на вооружение 82-мм автоматический возимо-буксируемый батальонный миномёт 2Б9 (2Б9М) «Василёк», 240-мм самоходный миномёт большой мощности 2C4 «Тюльпан» артиллерии резерва главного командования, 120-мм подвижной миномётный комплекс 2С12 «Сани» батальонного звена и 82-мм батальонный возимо-переносной миномёт 2Б14 (2Б14-1) «Поднос». Наконец, в 2011 году, после длительного — почти 30-летнего — перерыва, был продемонстрирован и первый серийный собственно российский миномёт — 2Б25 «Галл» для формирований специального назначения.

#### Советские серийные послевоенные (1945—1960 гг.) миномёты
- 160-мм дивизионный миномёт образца 1949 года (М-160) /160 мм /157-343 м/с /1300 кг /3 выстр./мин. /750-8040 м /41,14 кг (фугасная мина)[91]
- 240-мм миномёт М-240 — с 1950 года /240 мм /158-362 м/с /3610 кг /1 выстр./мин. /800-9650 м (фугасная мина); 18000 м (активно-реактивная фугасная мина) /130,7; 228 кг[92]
- 107-мм горный полковой миномёт образца 1953 года (М-107) /107 мм /?? /185 кг /15 выстр./мин. /400-6300 м /9 кг (осколочно-фугасная мина)[87]
- 120-мм полковой миномёт образца 1955 года (М-120) /120 мм /302 м/с /320 кг /10 выстр./мин. /460-7170 м /16 кг (осколочно-фугасная мина)[87]
- 82-мм казематный автоматический миномёт КАМ — с 1955 года /82 мм /?? /?? /?? /?? /??[88]

#### Современные советские и российские серийные миномёты (исключая гаубицы-миномёты)
- 82-мм автоматический миномёт 2Б9 (2Б9М) «Василёк» — с 1970 года /82 мм /272 м/с /622 (632) кг /100-120 выстр./мин. (max практическая скорострельность) /800-4270 м /3,1 кг (осколочная мина)[93]
- 240-мм самоходный миномёт 2C4 «Тюльпан» — с 1971 года /240 мм /158-362 м/с /27500 кг (в том числе артиллерийская часть — собственно миномёт — 2Б8 — 3300 кг) / 0,8—1 выстр./мин. / 800—9650 м (фугасная мина); 18000 м (активно-реактивная фугасная мина) /130,7; 228 кг[94]
- 120-мм подвижной миномётный комплекс 2С12 «Сани» (с миномётом 2Б11) — с 1979 года / 120 мм / 325 м/с / 210 кг / 10—15 выстр./мин. / 480—7200 м / 16,2 кг (фугасная мина)[95][96]
- 82-мм миномёт 2Б14 (2Б14-1) «Поднос» — c 1983 года / 82 мм / ?? / 42 кг / 22 выстр./мин. / 85—3922 м / 3,14 кг (осколочная мина)[97]
- 82-мм бесшумный миномёт 2Б25 «Галл» — с 2011 года (первая публичная демонстрация) / 82 мм /?? / 13 кг / 15 выстр./мин. / 1200 м /??

### Современные миномёты мира
Современные миномёты, имеющиеся в распоряжении вооружённых сил и прочих военизированных формирований различных государственных образований и неправительственных вооружённых групп, имеют калибры от 50 мм (переносной бесшумный миномёт — впрочем, по конструкции он является промежуточным между «классическим» миномётом и бомбомётом — QLZ-1 производства КНР для формирований специального назначения) до 320 мм (миномёт артиллерии резерва главного командования Армии ИРИ). У серийных миномётов так называемого «западного» производства калибр колеблется в пределах 51,2—120 (фактически — 119,4) мм (но в распоряжении Армии Обороны Израиля имеются — правда в незначительном количестве и уже только на хранении, а не в строевых частях — и 160-мм миномёты — трофейные дивизионные (впоследствии — полковые) миномёты М-160 советского производства, самостоятельно установленные на самоходную базу), советских/российских — 82—240 мм; известные наибольшие веса мин — от 0,765 (бельгийский — но производится в настоящее время во Франции — 51,2-мм переносной бесшумный миномёт FLY-K) до 228 кг (активно-реактивная фугасная мина к советскому 240-мм самоходному миномёту 2С4 «Тюльпан»), наибольшая дальность стрельбы — от 675 (FLY-K) до 18000 м (2С4 — активно-реактивной миной), масса в боевом положении — от 4,8 (FLY-K) до 27 500 (2С4) кг.
В СССР ещё с середины Великой Отечественной войны и вплоть до его распада в 1991 году господствующим было мнение (также имеющее весьма значительную популярность и в современной Российской Федерации) об утрате сколько-нибудь существенного боевого значения миномётами калибра 50—60 мм, которые, якобы, вытесняются средними (81,2—82-мм калибра) миномётами, а также гранатомётами различных классов. С начала 1970-х годов считалось, что в типовой организации мотострелкового батальона нет места даже 82-мм миномётам, от которых отказались в пользу 120-мм. Тем не менее практика строительства вооружённых сил иностранных государств за пределами сначала Организации Варшавского Договора — утраты боевого значения лёгких миномётов не подтверждает: 51,2—60-мм (преимущественно — 60-мм) миномёты по-прежнему широко распространены и продолжают активно производиться. Более того, они даже совершенствуются: например, по дальнобойности (доходящей до 4800 и 5700 метров соответственно) испанский 60-мм миномёт LL и китайский 60-мм миномёт Тип 90 (W90) заметно превосходят многие средние миномёты (в том числе все советские и современные российские) — при существенно меньшем (не более 21,5 кг) весе. Война в Афганистане (1979—1989) и Первая и Вторая Чеченские войны не привели советское, а позднее — и российское — военное руководство к существенному пересмотру взглядов на применение миномётов: роты по-прежнему остались без миномётных подразделений, а массового лёгкого миномёта Советская армия и её российская преемница тоже не получили: за более чем девять лет Афганской войны был принят на вооружение лишь 82-мм возимо-переносной батальонный миномёт 2Б14-1 «Поднос» (иногда встречающееся утверждение, что плодом опыта Афганистана был также 120-мм подвижной миномётный комплекс 2С12 «Сани» ошибочно: 2С12 был принят на вооружение накануне той войны — буквально за дни до её начала; также 2Б14 был создан ещё до Афганской войны 1979—1989 годов — и даже успел до её начала пройти полных цикл заводских испытаний.

### Миномёт как высокоточное оружие
Благодаря существенно меньшей начальной скорости, чем у снарядов пушек и гаубиц, и значительно более плавному нарастанию давления в канале ствола при выстреле — артиллерийская мина испытывает при выстреле заметно меньшие перегрузки и потому является более предпочтительной конструктивной основой для встраивания в неё ГСН (которая может быть менее устойчивой к перегрузкам и соответственно — более надёжной, а также — при прочих равных условиях — менее дорогостоящей). С учётом этих факторов, в СССР впервые в мире был создан доведённый до принятия на вооружение (состоялось в канун 1983 года) комплекс управляемого вооружения для миномётов 1К113 Смельчак (имеющий в своём составе корректируемую мину с полуактивной лазерной ГСН) на базе самоходного 240-мм миномёта 2С4 Тюльпан (может также применяться и миномётом М-240). Самоходный миномёт «Тюльпан» наряду с миномётом М-240 до сих пор считаются самыми мощными миномётами, когда-либо состоявшими на вооружении, о которых есть достоверные данные (не исключено, что иранский 320-мм миномёт превосходит их по огневой мощи, но о нём — кроме самого факта его существования и калибра — практически отсутствуют какие-либо открытые сведения). Первое боевое применение «Тюльпана» и комплекса «Смельчак» произошло в ходе Афганской войны (1979—1989) и оказалось исключительно успешным — корректируемые мины с первого выстрела поражали входы горных пещер, используемых моджахедами в качестве долговременных оборонительных сооружений.
Кроме того, в Российской Федерации созданы корректируемый (управляемый) 120-мм выстрел «Китолов-2» для гаубиц-миномётов «Нона» и «Вена», а также миномёта «Нона-М» и 120-мм корректируемая артиллерийская мина КМ-8 «Грань» — все с полуактивными лазерными ГСН.
В ФРГ компанией «Диль» была создана управляемая мина «Буссард» для 120-мм миномётов (разрабатывалась с 1975 года, первое успешное испытание проведено в 1983 году), также оснащённая полуактивной лазерной головкой самонаведения. В Великобритании создана управляемая мина «Мерлин» для 81,2-мм миномётов, оснащённая автономной активной радиолокационной ГСН, работающей в миллиметровом диапазоне длин радиоволн. Последняя мина («приемлемо» прошедшая оценочные испытания в США в 1994 году) предназначена главным образом для поражения танков и других боевых бронированных машин — как в движении, так и неподвижных. На базе ГСН мины «Мерлин» во Франции создана управляемая мина «Гриффин» аналогичного назначения, но для 120-мм миномётов MO-120-RT-61.

## Техническая классификация миномётов

### По боевой массе и калибру
По боевой массе миномёты подразделяют на лёгкие, средние и тяжёлые (впрочем, в Вермахте в 1935—1942 годах миномёты делились только на лёгкие и тяжёлые — причём если условной границей между лёгким и средним миномётом считается боевая масса 25 кг (самый тяжёлый из используемых ныне лёгких миномётов весит 21,5 кг), то чёткой весовой грани между средними и тяжёлыми миномётами в настоящее время вообще не существует.
По калибру миномёты делятся на мало- (до 65 мм включительно; наименьший известный калибр боевого миномёта — 26,7 мм), средне- (номинально — > 65 мм — < 100 мм; фактический диапазон калибров среднекалиберных миномётов — от 75,8 мм до 98 мм) и крупно- (100 мм и выше; наибольший известный калибр миномёта — 500 мм) калиберные (причём среднекалиберные миномёты калибров 88,9—98 мм фактически выполняют тактические задачи миномётов крупного калибра). При этом подразделение миномётов на лёгкие, средние и тяжёлые часто осуществляется не по их массе, а по калибру. Кроме того, «лёгкими» часто называют также миномёты, имеющие необычно малый вес для своего калибра (примером чего является целый ряд 120-мм миномётов).
Указанная классификация миномётов по калибру не является единственно известной. В Германской Имперской Армии тяжёлыми считались миномёты калибром более 200 мм, средними — калибром > 105—200 мм, а лёгкими — калибром до 105 мм включительно.
Вообще же — сколько-нибудь прямой связи между массой и калибром миномёта не существует (даже для миномётов одной компоновочной схемы): например 106,7-мм миномёт М30 весит 305 кг (и при таком весе считается возимо-переносным), а имеющий даже больший калибр 120-мм миномёт MO-120-60 — всего 94 кг.
Калибр калиберного миномёта обычно определяется по наибольшему диаметру используемой им мины. Впрочем, известны и исключения: например таковым был русский 24½-линейный (62,2-мм) «бомбомёт» (фактически — «гаубица-миномёт» в истинном смысле этого термина) системы полковника Э. Ф. Мельцера образца 1915 года, стрелявший 24-линейными (61-мм) «бомбами» (См. Бомбомёт Мельцера). В данных о калибре стержневого миномёта/полевого бомбомёта указывают два значения — внутренний диаметр ствола и наибольший диаметр надкалиберного боеприпаса.

### По способу получения энергии для метания мины
По способу метания мины различают миномёты огнестрельные (пороховые) и пневматические (из которых мина выстреливается давлением сжатого воздуха или сжатого же углекислого газа; такие пневматические миномёты, в императорской и королевской Армии Австро-Венгрии получившие наименование «воздушных миномётов» (нем. Luftminenwerfer) — причём они были, в том числе, и крупного калибра — получили определённое распространение в Первую мировую войну, но по её окончании их развитие и использование прекратилось).

### По способу заряжания
По способу заряжания различают миномёты дульнозарядные (с ручным заряжанием) и казнозарядные (с ручным или автоматическим заряжанием). При этом автоматический казнозарядный миномёт может (как вариант) заряжаться и вручную с дула. Известен также по крайне мере один образец миномёта (см. ниже), подача пороховых метательных зарядов в ствол которого происходила автоматически (точнее — полуавтоматически) с казны, а непосредственно мина заряжалась вручную с дула.
Миномёты малых (26,7—65 мм), средних (75,8—98 мм) и части крупных (100—130 мм; последняя величина — калибр батальонного миномёта, выпускаемого в ИРИ для КСИР) включительно калибров обычно заряжаются с дула (хотя для миномётов средних калибров есть ряд исключений из этого правила), миномёты более крупных калибров (160 мм и выше) — с казённой части. Известны, но в настоящее время не применяются, миномёты с комбинированным заряжанием — заряд у них подавался с казны, а мина — с дула. Наконец, у первой советской гаубицы-миномёта (созданной ещё до появления этого термина, а потому официально классифицировавшейся как «лёгкое пехотное орудие»; впрочем, уже в Первую мировую войну были созданы и поступили на вооружение многочисленные образцы «гаубиц-миномётов» в строгом смысле этого слова — то есть миномётов и мортир-миномётов с «гаубичными» (менее 70-75 град.) максимальными углами возвышения) СКБ-34 заряжание было вариативным — при угле возвышения свыше 45 град. — с дула, 45 град. и менее — с казны.

### По компоновке стволов и их устройству
По принципу компоновки и устройства стволов миномёты делятся на:
- многоствольные (например австрийский 120-мм четырёхствольный самоходный миномёт SM-4[114]; однако широко известный «шестиствольный миномёт» и менее известный «пятиствольный миномёт» Вермахта многоствольными миномётами на самом деле не являются — хотя таковая классификация их укоренилась даже в авторитетной справочной литературе — а представляют собой РСЗО) и одноствольные;
- с криволинейным (например 82-мм казематный миномёт разработки ОКБ-43, созданный в СССР в 1949 году[115]) и прямым стволом;
- гладкоствольные и нарезные (последние подразделяются, в свою очередь, на рассчитанные на боеприпасы с ведущими поясками — как обычные снаряды для нарезной артиллерии — и предназначенные для стрельбы боеприпасами с готовыми выступами[116]. Недостаток нарезных миномётов заключается в том, что мина может упасть задней частью вниз и не взорваться, если угол возвышения при стрельбе составляет более чем 75 градусов. Это ограничивает минимальную дальность стрельбы из таких миномётов.

### По общей компоновке (размещению и сочленению основных конструктивных элементов)
По принципам размещения и сочленения конструктивных элементов миномёты, мортиры-миномёты и полевые бомбомёты бывают пяти основных компоновочных схем:
1. Схема на центральном штыре (по типу морских орудий): применялась редко, а сейчас не используется вообще[117];
2. «Глухая» схема: все элементы миномёта собраны на одной массивной (как для данного калибра) опорной плите; в Первую Мировую войну данная схема имела весьма широкое распространение, но в настоящее время[нет в источнике] применяется только для лёгких миномётов калибра 50-52 мм[117];
3. Схема «мнимый треугольник» : Кинематически, схема «мнимого треугольника» — это три шарнира и два звена; третье звено — мнимое: точнее — этим звеном является поверхность (грунт, корпус транспортного средства — носителя миномёта), на которую устанавливается миномёт. По этой схеме, ставшей классической, выполняется абсолютное большинство современных миномётов. Конструктивно она, в общих чертах, выглядит следующим образом: ствол шарнирно связан с двуногой, опирающейся на грунт (или корпус шасси) и опорной плитой (также опирающейся на грунт или корпус шасси). При этом двунога и опорная плита друг с другом конструктивно не связаны[118];
4. Схема «реальный треугольник»: три звена, связанные шарнирно. По этой схеме миномёты также конструировались редко, так как третья связь оказывалась лишней: при выстреле, благодаря оседанию опорной плиты под действием импульса отдачи c одновременным сохранением первоначального положения двуноги, это третье звено подвергалось очень сильной нагрузке на растяжение (притом, как правило, многократно повторяющейся с малыми временными интервалами), и как результат — часто не выдерживало и разрушалось. Однако, это же третье звено становится весьма желательным элементом конструкции при замене двуноги колёсным ходом, когда уже нет второй надёжной опоры на грунт. Но в таком случае третье звено делается упругим (снабжается амортизатором), что устраняет опасность его разрушения. Впрочем, для миномётов большой боевой массы конструктивная связь колёсного хода с опорной плитой необходимым условием для обеспечения их должных характеристик не является: они и без того достаточно устойчивы при стрельбе. В настоящее время миномётов, сконструированных по схеме «реального треугольника», на вооружении армий мира не имеется[118];
5. Схема «с унитарным стволом». Конструктивно наиболее простая, она представляет собой фактически просто ствол с закреплёнными на его казённой части сошником либо (чаще) малоразмерной опорной плитой (называемой также «пятой»). Упирая такое оружие в грунт, стрелок-наводчик рукой придаёт ему нужный угол возвышения. Эта схема обычно применяется для лёгких малокалиберных (37-60 мм) миномётов, состоящих на вооружении отделений и взводов[118][119]. Иногда используется и промежуточное между схемами (3) и (5) решение: миномёт, выполненный в целом по схеме унитарного ствола, комплектуется, тем не менее, дополнительным съёмным стержнем-опорой, заменяющим классическую двуногу[120].

### По схеме воспламенения метательного заряда (только для пороховых миномётов)
В пороховых миномётах применяют три схемы воспламенения метательного порохового заряда:
1. Расширительная схема воспламенения — обычная схема воспламенения заряда, применяемая в нарезной артиллерии. Воспламенение метательного заряда происходит в камере, закрытой с одной стороны затвором или дном канала ствола, а с другой стороны — донным срезом снаряда (то есть горение метательного заряда при этой схеме происходит в переменном объёме). Расширительная схема мало подходит гладкоствольным миномётам, ибо для получения необходимой кучности боя их боеприпасов требуются стабилизирующие приспособления в виде перьев мины — плюс соответствующая форма мины (с оживальной хвостовой частью). Это приводит к увеличению объёма каморы, что влечёт за собой ухудшение единообразия горения, а следовательно, и единообразия начальных скоростей (что негативно влияет на точность, кучность и дальность стрельбы)[121];
2. Газодинамическая схема воспламенения. При ней заряд помещается в отдельной камо́ре, соединённой с каналом, где помещён снаряд, специальным отверстием (соплом). Заряд тем или иным способом воспламеняется и дальнейшее его горение происходит в постоянном объёме. Пороховые газы через сопло вырываются из каморы, расширяясь, приобретают большую скорость и ударяются о дно мины. Её кинетическая энергия приобретается в основном за счёт динамического удара газов.
Крупный (и основной) недостаток газодинамической схемы воспламенения в том, что газовая струя оказывает динамическое воздействие лишь на весьма небольшом расстоянии от сопла и следовательно — даже значительное увеличение метательного заряда не может дать существенного увеличения дальности стрельбы. Расширение сопла также имеет свои пределы. Тем не менее, эта схема нашла определённое применение в артиллерийских системах ближнего боя, где не требуется большой дальности огня — в том числе и в миномётах[122];
3. Схема воспламенения типа Стокса. В настоящее время имеет наиболее широкое распространение применительно к миномётам. При данной схеме воспламенение и горение основного метательного заряда происходит в замкнутом объёме (трубке стабилизатора мины). Пороховые газы прорывают оболочку гильзы и вырываются с большой силой через соответствующие отверстия в пространство за миной. При этом газы, расширяясь, толкают мину вперёд. В случае применения дополнительных зарядов эти пороховые газы, вырываясь через отверстия, омывают дополнительные заряды и воспламеняют их. Причём воспламенение и горение происходят единообразно и быстро.

Эта схема реализуется следующим образом: заряд помещается в картонную гильзу патрона, который вставляется в трубку стабилизатора. Трубка стабилизатора (имеющая ряд отверстий в стенках) ввёртывается в хвостовую часть мины. Для получения выстрела мина опускается в канал и, двигаясь под действием своего веса, накалывается на жало капсюлем. Происходит воспламенение заряда. Пороховые газы, действуя на картонную часть патрона, расширяют её, вдавливают в выточку трубки стабилизатора и этим прочно закрепляют патрон в трубке. Далее процесс идёт по описанной выше схеме.
Одно из важнейших преимуществ схемы воспламенения Стокса — возможность практически довести скорострельность миномёта до предельной для данного калибра и варианта заряжания (в общем случае — ручное или автоматическое; хотя известны и промежуточные подходы — например итальянский 45-мм ротный миномёт Бриксия модель 35 (Mortaio Brixia Modello 35) периода Второй мировой войны — с магазином пистолетного типа для гильз с метательным зарядом и полуавтоматической их подачей).

### По способам обеспечения мобильности на поле боя (или установки на огневой позиции — для полустационарных и стационарных миномётов)
В зависимости от способа транспортировки сухопутные миномёты могут быть:
- переносными (в полностью собранном или разобранном на отдельные части виде) — причём среднекалиберные миномёты на колёсном ходу традиционно также относят к категории переносных, так как буксировкой силами расчёта осуществляется только смена ближайших огневых позиций;
- возимыми (в автомобиле или на бронетранспортёре) — при этом к «возимым» традиционно относят только миномёты, способные вести огонь со своего транспортного средства, хотя и переносные миномёты на значительные расстояния тоже перевозятся (повозками, автомобилями или бронетранспортёрами);
- возимо-переносными;
- буксируемыми (конной упряжкой или на прицепе за автомобилем либо за специальным тягачом; в качестве тягача может использоваться также бронетранспортёр)
- возимо-буксируемыми;
- самоходными. Самоходные миномёты устанавливаются на гусеничном — включая боевые и сапёрные/инженерные танки — полугусеничном или колёсном шасси. В последнем случае носитель мог быть, помимо обычного грузового автомобиля, также бронеавтомобилем, как в случае 82-мм самоходного миномёта С-13, первоначально обозначавшегося ИС-9 — миномёт (точнее — мортира-миномёт, так как имел противооткатные устройства) ИС-7 на шасси лёгкого бронеавтомобиля БА-64[124] или 50- либо 82-мм миномёт мог устанавливаться на тяжёлом (с коляской) мотоцикле);
- вьючными (на вьючных животных — как правило в горах; при этом горно-вьючными традиционно считается только тяжёлые миномёты, специально разработанные для перевозки на вьючных животных в разобранном на отдельные части (транспортируемые отдельными вьюками) виде — хотя более лёгкие миномёты, состоящие на вооружении горной пехоты, также перевозятся (или — в настоящее время, когда горная пехота тоже механизирована — в отдельных случаях могут перевозиться) вьючным транспортом);
- полустационарными (монтируемыми из составных частей, транспортируемых по отдельности на повозках или за тягачами, на заблаговременно подготовленной — вплоть до бетонирования площадки — инженерными средствами войск огневой позиции);
- стационарными (башенные или устанавливаемые в бронеколпаках (в современной русскоязычной военно-исторической литературе — особенно переводной — и те и другие броневые огневые установки часто объединяются под общим названием бронекуполов) и/или казематные миномёты, входящие в состав вооружения долговременных оборонительных сооружений — ДОТов и фортов);
- В 1943 году в СССР был разработан также проект 450-мм миномёта особой мощности МТ на железнодорожном транспортёре[125].

### Уникальные миномёты

#### Единственный в истории настоящий «реактивный миномёт»
В популярной и даже специальной справочной литературе распространён термин «реактивный миномёт». На самом деле — именуемые так советские и германские артиллерийские системы периода Второй мировой войны миномётами ни в коей мере не являются, а относятся к классу РСЗО. Единственной артиллерийской системой, которую действительно можно отнести к «реактивным миномётам» (то есть к оружию, сочетающему в себе технические свойства ракетной пусковой установки и собственно миномёта) был японский 20-см реактивный миномёт Тип 4, принятый на вооружение Японской Императорской Армии в 1944 году. Внешне это оружие выглядело как обычный миномёт классической схемы («мнимый треугольник»), имея опорную плиту, двуногу, миномётный прицел и механизм горизонтирования. Отличие состояло в открытой с двух сторон гладкой трубе ствола (верхняя половина которой шарнирно откидывалась вверх для удобства заряжания реактивным снарядом калибра 200 мм с фугасной или химической — боеприпас с последней, впрочем, практического применения не получил — боевой частью) и применяемом боеприпасе (неуправляемая ракета, а не артиллерийская мина).
Реактивный миномёт Тип 4 активно применялся японской армией в ходе безуспешной обороны Марианских островов, Филиппин, Иводзимы и Окинавы от сил союзников в 1944—1945 гг.

#### Лопата-гранатомёт-миномёт
Над 37-мм миномётами-лопатами активно работали в СССР (под несомненным влиянием принятия на вооружение Армией Франции 37-мм окопного миномёта, позднее использовавшегося Вермахтом под маркой 152(f)) в конце 1930-х и 1941—1942 гг. Известно как минимум два их образца, доведённых до испытаний, один из которых (См. выше) выпускался серийно и использовался в боевых действиях вплоть до 1943 года. Но опытный гранатомёт-лопата «Вариант», разработанный Центральным конструкторско-исследовательским бюро спортивного и охотничьего оружия и испытанный в 1978 году, является единственным в своём роде индивидуальным комбинированным инженерно-боевым средством пехоты, сочетающим в себе свойства сразу малой сапёрной лопатки, ручного противопехотного гранатомёта и лёгкого (калибром 40 мм) миномёта.

## Полевые миномёты и их судовые модификации на морских и речных судах
Полевые миномёты получили определённое распространение и на военных флотах — ими в годы Второй мировой войны и позднее вооружались корабли береговой обороны (См. например: AMOS), корабли и катера поддержки десанта и (в ВМФ СССР в 1942—1943 гг.) речные несамоходные плавучие артиллерийские батареи типа «ПБА № 97» — а также сторожевые корабли Береговой охраны США и патрульные катера как Береговой охраны этой страны, так и Флота Соединённых Штатов.

## «Гвардейские миномёты»
«Гвардейскими миномётами» с 18 сентября 1941 года официально назывались боевые машины реактивной артиллерии семейств БМ-8 (82 мм), БМ-13 (132 мм) и БМ-31-12 (300 мм) на шасси грузовых автомобилей повышенной проходимости ЗиС-6, а также на шасси импортных грузовых автомобилей повышенной проходимости, поставлявшихся по ленд-лизу (эти варианты были наиболее распространены), гусеничного трактора СТЗ-5, лёгких танков Т-40С и Т-60. Также «гвардейскими миномётами» назывались и пусковые станки-рамы для тяжёлых реактивных снарядов М-28 (калибром 280 мм), М-30 (300 мм) и М-31 (300 мм). Все они более известны под общим именем (точнее — прозвищем) «Катюша» (хотя среди фронтовиков ходили и другие прозвища отдельных типов этого оружия — «Андрюша», «Лука»). «Катюша», один из символов Великой Отечественной войны, не является представителем семьи миномётов, поскольку использует снаряды другого типа (неуправляемые ракеты), резко отличающиеся по своим баллистическим свойствам (в частности, траектория полёта реактивного снаряда (ракеты), запускавшегося с БМ-8, БМ-13 и БМ-31 не является навесной). По современной общемировой классификации артиллерийских систем «Катюши» относятся к реактивным системам залпового огня. Впрочем, первоначально (28 июня — 18 сентября 1941 г.) «гвардейские миномёты» официально именовались «частями полевой реактивной артиллерии РККА».
Иногда использование термина «гвардейские миномёты» приводит к путанице, так как за время Великой Отечественной войны советского народа 1941—1945 гг. многие соединения и части «настоящих» миномётов (в частности — 13 миномётных и тяжёлых миномётных бригад) также были удостоены почётного звания «гвардейских».

## Гаубица-миномёт
Советские 120-мм самоходные артиллерийские установки (официально именуемые САО — «самоходные артиллерийские орудия») 2С9 «Нона-С» и 2С23 «Нона-СВК», а также российские САО 2С31 «Вена» и 2С34 «Хоста» сочетают в себе свойства миномёта, мортиры, гаубицы и противотанковой пушки, классифицируясь по русскоязычной терминологии, как «гаубица-миномёт» (по западной терминологии — это «комбинированные орудия» или «пушки-мортиры» (англ. gun-mortar — последний термин часто неверно переводится в русскоязычных источниках как «мортира-миномёт»)). К этой же категории относятся буксируемый вариант «Ноны» — 2Б16 «Нона-К» — и официально считаемые миномётами 82-мм системы типов КАМ, Ф-82 и 2Б9 (2Б9М) «Василёк».
К указанному классу относятся и некоторые артиллерийские системы производства КНР — 82-мм Тип 99 (более известна под экспортным обозначением W99; экспортная модификация имеет калибр 81,2 мм) и 120-мм самоходное комбинированное орудие на шасси бронетранспортёра Тип 90. Наконец, ещё в 1985 году (очевидно под впечатлением от применения «Ноны-С» в Афганистане) британская компания Royal Ordnance приступила к разработке концептуально аналогичной «Ноне-СВК» системы AMS 120-мм калибра. Во Франции компанией Brandt созданная получившая широкое распространение как оружие лёгкой колёсной боевой бронированной машины AML-60 лёгкая малокалиберная (60 мм) гаубица-миномёт Brandt 60 mm Gun-mortar двух модификаций: LR (Long Range — дальнобойная) и HB (Heavy Barrel — тяжелоствольная; последняя версия предназначена для ведения длительного непрерывного огня). Также компанией Brandt на рубеже 1980-х/1990-х годов была создана самоходная 81,2-мм гаубица-миномёт TMC-81, отличительной чертой которой выступало наличие в боекомплекте бронебойных подкалиберных боеприпасов.
На «постсоветском пространстве» широко распространено мнение, что «Нона-С» является первой артиллерийской системой своего класса. Но это совершенно неверно: мортиро-пушки были популярны среди многих теоретиков артиллерийского дела и конструкторов артиллерийского вооружения ещё в конце 1920-х годов (и были хорошо известны специалистам в СССР). А не позднее 1936 года на фортах «линии Мажино» заступили на службу 135-мм мортиро-пушки, способные вести огонь боеприпасами миномётного типа (французы называли их «бомбомётами»: фр. lance-bombe), применявшиеся в боевых действиях 1939—1940 годов. Наконец, в 1943—1944 гг. в СССР проходило испытания уже упоминавшееся орудие СКБ-34 — полный (и даже бо́льший — так как СКБ-34 предназначалось и для выполнения роли зенитной пушки) функциональный аналог «Ноны-К», весьма близкий к ней и по многим техническим решениям.
| Самоходные гаубицы-миномёты | Самоходные гаубицы-миномёты | Самоходные гаубицы-миномёты | Самоходные гаубицы-миномёты |
| Название                    | Страна                      | Калибр                      | Шасси                       |
| --------------------------- | --------------------------- | --------------------------- | --------------------------- |
| 2С9 «Нона-С»                | СССР                        | 120 мм                      | БТР-Д                       |
| 2С23 «Нона-СВК»             | СССР                        | 120 мм                      | БТР-80                      |
| 2С31 «Вена»                 | Россия                      | 120 мм                      | БМП-3                       |
| 2С34 «Хоста»                | Россия                      | 120 мм                      | 2С1                         |
| 2С42 «Лотос»                | Россия                      | 120 мм                      | БМД-4                       |
| AMOS                        | Финляндия/Швеция            | 120 мм                      | Patria AMV                  |
| AMS                         | Великобритания              | 120 мм                      | LAV-25                      |

## Использование миномётов в небоевых целях
Миномёты очень широко используются в пиротехнике (развлекательной и киносъёмочной) — для стрельбы пиротехническими зарядами (в основном с целью производства салютов и фейерверков). Пиротехнические заряды, предназначенные для создания светового или светозвукового эффекта в небе, заряжаются в специальные одно- и многоствольные миномёты (салютные мортиры) калибром 26-310 мм (в Ракетных Войсках и Артиллерии Сухопутных Войск Вооружённых Сил СССР/Российской Федерации крупнокалиберные (100—310 мм) салютные мортиры входили или входят в состав отдельных салютных дивизионов — на настоящий момент 449-й отдельный салютный дивизион Западного военного округа — единственный такой дивизион в Вооружённых Силах России — а также отдельных салютных батарей). Стрельба производится путём электроспуска. Принципы применения миномётного огня в пиротехнике в основном аналогичны тем, которые используются для боевых миномётов.
Кроме того, снятые с вооружения миномёты (преимущественно крупных — до 160 мм включительно — калибров) широко используются также в целях противолавинной защиты — для инициирования схода снежного покрова с горных склонов, когда этот покров не достиг ещё критически опасной величины (путём профилактического обстрела лавиноопасных участков фугасными или установленными на фугасное действие осколочно-фугасными минами).

## Видео
- Передача о миномёте «Тюльпан» из серии «Военное дело» на YouTube
- Командир миномёта. Ролик, рассказывающий об этой воинской должности на YouTube
- Вариант самоходного миномёта на YouTube
- 60-мм миномёт на YouTube
- 8-см миномёт на YouTube
- 81,2-мм миномёт  Миномёт L16 на YouTube
- 82-мм батальонный миномёт образца 1937 года  БМ-37 на YouTube
- 120-мм миномёт на YouTube
- Стрельба дымовыми минами калибра 81,2 мм на YouTube

## Галерея
- Артиллерийская мина конструкции Гобято. 1904 год.
- 9-см бомбомёт типа Г. Р. ошибочно описанный в старой книге, как «миномёт Гобято 1904 года»
- Возможно, самый ранний образец самоходного миномёта - британский тяжёлый танк Первой Мировой войны Mk.IV «самец» с удлинённой кормовой частью, прозванный «Головастик». Между гусеницами в нише удлинённой кормы дополнительно установлен миномёт.
- Японская 50-мм «коленная мортира», как называли это оружие союзники. На самом деле стрельба из данного миномёта велась как обычно - с упором в грунт.
- Советский миномёт М-43 160-мм калибра
- Миномёты могут быть буксируемыми. На снимке - французский 120-мм тяжёлый миномёт MO-120-RT-61, имеющий нарезной ствол и ведущий огонь с колёсного лафета.
- Израильский 120-мм миномёт на бронетранспортёре M113. Миномёт представляет собой лицензионную версию финского миномёта производства компании «Тампелла» и используется также в США (под обозначением М285).
- 120-мм артиллерийская мина
- Финский миномёт 81 KRH 71 Y
- Солдат, заряжающий американский 60-мм ротный миномёт M224